# Larin izbor: Izgubljeni princ (2012.)
Larin izbor: Izgubljeni princ je hrvatski dugometražni film iz 2012. godine, koji je nastao uz popularnu televizijsku seriju Larin izbor, a direktno se nastavlja na završetak prve sezone serije.
Film se u hrvatskim kinima započeo prikazivati 28. lipnja 2012. godine u ograničenoj kino distribuciji, a u samo prva četiri dana pogledalo ga je 11.105 ljudi čime je postavljen rekord najboljih vikend kino otvaranja nekog domaćeg filma u 21. stoljeću. Trenutno je film samo u kinima vidjelo preko 70 tisuća gledatelja.

## Radnja filma
Radnja filma počinje pet-šest godina kasnije, kada doznajemo da je Lara završila u samostanu, a Jakov besciljno ribari morem. Kad sa svojom brodicom pristane na jednom otoku, uplete se u tučnjavu i ne znajući da tamo živi njegov polubrat Dinko, koji Larina i Jakovljeva sina odgaja kao da mu je vlastiti. Na isti otok stiže i novi lučki kapetan, to je Mate sa zaručnicom Nikol, Jakovljevom sestrom...

## Dugometražni film
Prije završetka snimanja prve sezone telenovele počela su govorkanja kako je u planu i dugometražni film koji bi se trebao emitirati nakon kraja prve sezone. Ta vijest je i potvrđena 25. travnja 2012. godine. Prva klapa filma pala je tog dana u Kaštelima, a ostatak filma snimao se i u Splitu, na Korčuli i na Čiovu. Glumačku postavu filma čine Doris Pinčić, Ivan Herceg, Filip Juričić, Jagoda Kumrić i Stefan Kapičić. Ekipi su se pridružili i bosanskohercegovački glumac Miraj Grbić te hrvatski glumački veteran Špiro Guberina.

## Glumačka postava
- Doris Pinčić - Lara Zlatar (sestra Aurora)
- Ivan Herceg - Jakov "Jaša" Zlatar
- Filip Juričić - Dinko Bilić (Viktor Morlaci)
- Jagoda Kumrić - Nikolina "Nikol" Zlatar
- Stefan Kapičić - Nikola "Nikša" Ivanov
- Dino Rogić - Mate Škopljanac
- David Šikić - Jakov "Zlaja" Zlatar (Noel Morlaci)

## Gostujuće uloge
- Filip Radoš - gradonačelnik Depolo
- Miraj Grbić - Džin
- Špiro Guberina - ribar Šime
- Dragan Veselić - lokalni žandar
- Anđelko Babačić - ribar s mrežom
- Luka Peroš - Crni
- Ćiro Amulić - jaki tip
- Denis Brižić - lukavi trgovac
- Ivan Čobanov - stražar
- Nikša Arčanin - pobočnik Garo
- Katarina Perica - krojačica
- Lada Bonacci - guvernanta Marina
- Domagoj Ostojić - Dinkov čovjek #2
- Ljiljana Kirin - tajnica
- Mia Ramić - mala prosjakinja
- Stipe Kumarić - Dinkov čovjek #1
- Tajana Jovanović - predstojnica samostana